# Пацьоркова-Воля-Стара
Пацьоркова-Воля-Стара (пол. Paciorkowa Wola Stara) — село в Польщі, у гміні Зволень Зволенського повіту Мазовецького воєводства.
Населення — 104 особи (2011).
У 1975-1998 роках село належало до Радомського воєводства.

## Демографія
Демографічна структура станом на 31 березня 2011 року:
|          | Загалом | Допрацездатний вік | Працездатний вік | Постпрацездатний вік |
| -------- | ------- | ------------------ | ---------------- | -------------------- |
| Чоловіки | 58      | 17                 | 32               | 9                    |
| Жінки    | 46      | 8                  | 23               | 15                   |
| Разом    | 104     | 25                 | 55               | 24                   |